# Тушовиця
Тушови́ця (болг. Тушовица) — село в Шуменській області Болгарії. Входить до складу общини Вирбиця.

## Населення
За даними перепису населення 2011 року у селі проживала 851 особа.
Національний склад населення села:
| Національність   | Кількість осіб | Відсоток |
| ---------------- | -------------- | -------- |
| турки            | 823            | 96,7%    |
| цигани           | 23             | 2,7%     |
| болгари          | 3              | 0,4%     |
| Всього відповіли | 851            |          |

Розподіл населення за віком у 2011 році:
Динаміка населення: